# 季米特里斯·揚努利斯
季米特里斯·赫里斯托斯·扬努利斯（希臘語：Δημήτρης Χρήστος Γιαννούλης；1995年10月17日—），司職左後衛，目前效力英格蘭足球超級聯賽球會諾域治，希臘國家足球隊成員。

## 榮譽

### 俱樂部
PAOK
- 希臘超級足球聯賽: 2018–19
- 希臘足球盃: 2018–19

 诺里奇城
- 英格蘭足球冠軍聯賽冠軍：2020–21[2]賽季

### 個人
- 希臘超級足球聯賽年度最佳球隊: 2017–18

## 外部連結
- 季米特里斯·揚努利斯－UEFA國際賽競賽紀錄
- Soccerway資料庫：季米特里斯·揚努利斯